# 張吉成
張 吉成（チャン・ギルソン、朝鮮語: 장길성、1947年 - ）は、朝鮮民主主義人民共和国の軍人、政治家。朝鮮労働党中央軍事委員会委員、朝鮮労働党中央委員会委員。朝鮮人民軍偵察総局長などを歴任。朝鮮人民軍における軍事称号（階級）は上将。

## 経歴
出生地など詳しいことはわかっていない。1993年に偵察総局の前身である人民武力部偵察局七処長を務めたことなどから工作機関の専門家とされる。2017年4月に上将に昇進した。同年9月以前に金英哲の後任として朝鮮人民軍偵察総局長に就任し、同年10月に行われた朝鮮労働党中央委員会第7期第2回総会で朝鮮労働党中央委員会委員候補、朝鮮労働党中央軍事委員会委員に補選された。2018年に行われた、朝鮮労働党中央委員会第7期第3回総会で党中央委員会委員に昇格した。
2019年12月に偵察総局長を解任され、後任に林光日が就任していたことが分かった。